# جيمي جورج (ملحن)
جيمي جورج (بالإنجليزية: Jimmy George)‏ هو ملحن أمريكي، ولد في 27 فبراير 1940.

## وصلات خارجية
- جيمي جورج على موقع ميوزك برينز (الإنجليزية)
- جيمي جورج على موقع ديسكوغز (الإنجليزية)